# 暴れん坊将軍VIII
暴れん坊将軍VIIIでは、テレビドラマ『暴れん坊将軍』の第8シリーズで放送された放映タイトルおよび各話スタッフを列挙する。

## 放送期間
1997年7月12日 - 1998年3月7日 全22話。

## スタッフ
- プロデューサー：井圡隆、稲垣健司(テレビ朝日)、阿部征司、伊駒伊織、小林由幸
- 脚本：鈴木則文、胡桃哲、田村多津夫、井川公彦、和久田正明、石松愛弘、藤井邦夫、池田政之、今村文人、石川孝人、中野顕彰、志村正浩、渡辺善則
- 監督：岡屋龍一、荒井岱志、宮越澄、松尾正武、村川透、上杉尚祺

## レギュラー
- 大岡忠相（2代目）：田村亮（第13話、第17話を除く）

吉宗の良き理解者。陰ながら吉宗の御政道を支えている。大岡裁きは健在。
- 宍戸官兵衛：高島忠夫

御側御用取次。吉宗が何度も城を抜け出すことや未だ結婚していないことが悩みの種。月島と結託することもしばしば。
- 長次郎：山本譲二

辰五郎の後を継いだ、め組の頭。すぐ頭に血が上りやすく手も早いが、義理と人情に厚い。
- おぶん：生稲晃子

第1話では男勝りな魚屋兼岡っ引きで、幕府御用達の材木問屋　木曽屋久兵衛の養女であったが、ラストで長次郎と結ばれる。初期では行儀作法を学ぶために明徳館に通っていた。
- 源次(小頭格)：真砂皓太
- 駒三：西川潤
- 忠太：木下通博
- 佐渡吉：田井克幸
- 虎松：福山龍次

め組の若い衆。
- 鶴姫：中村あずさ

彦根藩主・井伊直惟の御息女で、月島の姪でもある。女大学・明徳館では「千鶴」と名乗って教授を務めている。
- 月島：長内美那子（第3話、第7話～第8話、第12話、第16話、第18話、第20話～第21話を除く）

大奥御年寄。鶴姫の叔母。どうにかして鶴姫と吉宗を結婚させたいと思っている。官兵衛と結託することもしばしば。意外と泣き上戸である。
- おけい：大林菜穂子
- 琴路：金子珠美
- お七：荒石あずさ
- 花江：嶋田奏子
- おゆみ：北村理恵
- おのぶ：西真由美（第20話で死亡）

明徳館の生徒。
- 十文字隼人：大森貴人

御庭番。市井では行商人風体で活動。成敗時は、黒の忍者装束に三連星のはりがねの付いた頭巾を被り、両腕に鉄甲をはめている。
- あやめ：大竹一重

御庭番。市井では鳥追い風体で活動。成敗時は、黒の忍者装束（第1話と第2話のみ紺の忍者装束）にポニーテール、両腕に鉄甲をはめている。

## 準レギュラー
- 井伊直惟：入川保則（第1話～第2話、第21話）

彦根藩主で、鶴姫の父。鶴姫の行く末を案じている。
- 室鳩巣：芝本正（第1話、第15話、第20話）

儒学者で、女大学・明徳館の学長。徳田新之助の正体を知る数少ない人物の一人。
- 尾張大納言宗春：西岡徳馬（第22話）

尾張藩主。将軍職を巡る争いで吉宗に敗れたことを根に持っており、隙あらば将軍職を狙っている。
- 辰五郎：北島三郎（第1話～第2話、第21話～第22話）

長次郎に跡を譲り、江戸町火消肝煎となる。

## 内容
- 放送開始から20年目を迎え、ストーリー面の新機軸と大幅なキャスト刷新が試みられた。め組の頭役が北島演じる辰五郎から彼の弟子である山本譲二演じる長次郎になり（「自分の次は山本しかいない」という北島直々の依頼である）前作から出演のおぶんと夫婦になった。北島は頭を退き準レギュラーという位置づけとなった。
- もう一つの特徴は吉宗の許嫁として鶴姫が登場した事であり、彦根藩御息女の身分を隠し女大学・明徳館の教授「千鶴」となっている鶴姫と、将軍の身分を隠し貧乏旗本の三男坊「徳田新之助」となっている吉宗との恋愛模様が作品を通して描かれている（因みに吉宗は千鶴が鶴姫である事を知っているが、鶴姫は徳田新之助が吉宗である事を知らない）。また、演じていた中村あずさの引退に伴い、鶴姫はこのシリーズにしか登場しない。
- その一方で、アナザーストーリーではなくVIIの続編であることが、登場人物やその設定によって明確にされている。辰五郎の肝煎への昇進の他、前作でめ組の一員だった源次が小頭格になっている。(Ⅰ～Ⅶまでの様に、小頭の肩書きのポジションが無くなり、前作までにも有った若い衆の序列でその段階で一位の源次が小頭格になった｡)また、おぶんも前述の通り、第1話当初では前作同様魚屋兼岡っ引きである。さらに、最終話に登場した尾張宗春も、演者は変わったものの、VIIの14話で蟄居謹慎になった設定を引き継いでいる。
- 史実に無い話で実在人物の間部詮房（西沢利明）が水戸黄門漫遊記に影響を受けて旅に出た徳川光圀の息子（実際は養子）徳川綱條（神山繁）に刺客を差し向ける話もある。同話では綱條の息子（実際は養子）徳川宗堯も出演している。
- オープニングや殺陣のテーマがアレンジされた。
- 今作以降、キャストとスタッフの表示にも大幅な変更が行われた。
- VIIまでは縦書きで筆文字体であった。また、レギュラー出演者はオープニングで、ゲスト出演者はエンディングで表示していた。ゲストについては大部屋俳優が演じる端役1人1人にいたるまで役名を表示していた（スペシャルの時は以上の限りではない）。
- VIIIからは横書きの活字体になったことに加え、エンディングではレギュラー・ゲスト出演者とも表示する形となり、端役については役名を表示しなくなった。そのため、端役の役名については間違っている可能性がある。
- 第12話「母親なき家庭 誤解された父親」で、須永克彦演じる役名が本編では檜垣豊後守と呼ばれているが、エンドクレジットでは檜垣備後守となっており、スタッフの誤植と思われる。
- 挿入歌の「ぬくもり」が流れたのは第14話、第15話、第18話、第19話の計4回である。

## 放映リスト（サブタイトル）
| 話数 | 放送日         | サブタイトル                                   | 脚本       | 監督     | ゲスト出演者 | 備考                   |
| ---- | -------------- | ---------------------------------------------- | ---------- | -------- | --- | ---------------------- |
| 1    | 1997年7月12日  | 「登場!吉宗を振った女」                        | 鈴木則文   | 岡屋龍一 | 土屋相模守：原口剛 美濃屋嘉右衛門：石山律雄 木曽屋久兵衛：常泉忠通 大垣：岩尾正隆 萩野：武田京子 土屋の配下：山田永二 寺田：小坂和之 ：福中勢至郎 ：小林郁洋 ：桂川夢女 ：松山真由子 ：渋田久美子 ：井上麻衣子 辰五郎：北島三郎 |                        |
| 2    | 1997年8月2日   | 「狙われた新妻、殺意を呼ぶ過去」               | 胡桃哲     | 岡屋龍一 | 五六蔵：田中隆三 郡司大和守：中丸新将 八十吉：江藤漢 伝七：井上博一 おまち：佐藤恵利 宇田軍兵衛：谷口孝史 居酒屋の主人：牧冬吉 水谷小十郎：中嶋俊一 霧の半兵衛：笹木俊志 寺田：小坂和之 ：中川峰男 八丈島の役人：小峰隆司 医者：有島淳平 辰五郎：北島三郎 |                        |
| 3    | 1997年8月16日  | 「居酒屋の女の告白」                           | 田村多津夫 | 荒井岱志 | おえん(おりえ)：二宮さよ子 守屋大助：あらい正和 小高弥平次：遠藤征慈 伊吉：高良隆志 笹尾藤九郎：大竹修造 笹尾の用人：朝日完記 六蔵：滝譲二 守屋の大奥様：島村晶子 岩城屋：疋田泰盛 ：石崎愛 若旦那：浅田祐二 ：林健太郎 岩城屋番頭：西山清孝 沢吉：小船秋夫 ：江原政一 ：松田吉博 木田：木谷邦臣 ：大久保幸治                                                                               |                        |
| 4    | 1997年8月23日  | 「妖しく光る銀かんざし、出合い茶屋の女」       | 井川公彦   | 宮越澄   | お蘭：日下由美 大窪土佐守：睦五朗 相模屋角兵衛：園田裕久 奥田慎之介：五十嵐義弘 やくざ：細川純一 仙吉：窪田弘和 老中：波多野博 老中：白川浩二郎 ：木谷邦臣 同心：加藤三彦 又吉：浜田隆広 ：分寺裕美 ：西野栄里子 |                        |
| 5    | 1997年8月30日  | 「汚された花嫁たち」                           | 和久田正明 | 荒井岱志 | 吉兵衛：山田吾一 仙石出羽守：片桐竜次 菊之助：遠藤憲一 大岡忠高：大木晤郎 お久：坂本万里子 血桜一味：当銀長太郎 血桜一味：勝野賢三 尾州屋：有島淳平 女中：稲垣陽子 ：小松智子 老中：波多野博 重臣：北村明男 重臣：小坂和之 ：稲泉智万 ：松本一秀 ：岡田翔太 |                        |
| 6    | 1997年9月13日  | 「犯された義母の仕掛けた罠」                   | 石松愛弘   | 松尾正武 | おりん：田中雅子 神尾大膳：亀石征一郎 喜平：小鹿番 大関主馬：永野典勝 つや：遠藤真理子 陣馬弥十郎：中田博久 大関肥後守：田中弘史 桑田源之進：蔵多哲雄 室田六兵衛：川井勉史 藩士：矢部義章 ：奥野公一 ：林哲夫 |                        |
| 7    | 1997年10月25日 | 「美しき婚約者の悩み」                         | 藤井邦夫   | 松尾正武 | 与吉(兵藤与一郎)：大橋吾郎 お玉：山下容莉枝 高木備前守：小沢象 兵藤数馬：筒井巧 早苗：柴山智加 室戸半蔵：西田良 篠原：中嶋俊一 伊豆屋徳兵衛：藤沢徹夫 村岡新八郎：松本元 ：中山治雄 ：長田昭彦 兵藤数馬の母：前川恵美子 医者：東孝 船頭：福中勢至郎 ：椿竜二 ：鈴川法子 ：及川潤 ：平井優也 ：平井亮裕                                                                                      |                        |
| 8    | 1997年11月1日  | 「怒りの吉宗、棺おけの中の策略」               | 池田政之   | 村川透   | 大島屋文右衛門：新克利 木島将監：小林勝彦 山城屋源兵衛：久富惟晴 とめ：志乃原良子 おきぬ：白石玲子 佐吉：竜川剛 川地：五十嵐義弘 山城屋手代：橋本隆志 |                        |
| 9    | 1997年11月15日 | 「彼女を賭けた決闘!」                          | 胡桃哲     | 松尾正武 | 柳生兵庫：加納竜 南原伊賀亮：中田浩二 小野半平太：赤川浩弥 我孫子一角：堀田真三 柳生備前守：高野真二 小野美和：桜井明美 小野重右衛門：山口幸生 水澤右京：久賀大雅 高田：武井三二 城所左内：入江毅 同心：柴田善行 相模屋：西山清孝 ：藤原弘美 ：藤垣良一 ：藤枝政巳 ：林健太郎 ：田中雅俊 ：恵比須元哉 ：加藤三彦                                                                            |                        |
| 10   | 1997年11月22日 | 「陰謀に巻き込まれた黄門様!?」                 | 池田政之   | 宮越澄   | 水戸綱條：神山繁 間部詮房：西沢利明 間部美雪：古柴香織 三浦伊賀守：中村孝雄 吉田介乃丞：住吉正博 永井鶴右衛門：藤沢徹夫 水戸宗堯：伊庭剛 伊藤源之介：石倉英彦 やくざ：司裕介 浪人：森山陽介 虎鶴堂の売り子：上野秀年 ：安多和久 ：高橋弘志 ：芳野史郎 |                        |
| 11   | 1997年11月29日 | 「覗かれた大奥、女たちの陰謀」                 | 今村文人   | 上杉尚祺 | 綾瀬(鈴江)：高田美和 お奈津：有沢妃呂子 須藤大和守：浜田晃 青木半十郎：佐藤和久 山脇：紫城いずみ 須藤要助：山田良隆 ：岡田千代 ：大堀誓子 ：高仁和絵 ：木村厚子 相模屋：笹木俊志 ：辻本良紀 ：浜崎涼子 おかく：八木りょう子 ：林健太郎 ：石原耕 呉服問屋：富永佳代子 ：山下弘道 |                        |
| 12   | 1997年12月6日  | 「母親なき家庭、誤解された父親」               | 井川公彦   | 松尾正武 | 角田竜太郎：鷲生功 角田茂左衛門：内田稔 藤崎大和亮：立川三貴 檜垣豊後守：須永克彦 小野寺左内：峰蘭太郎 猿吉：窪田弘和 藤崎の用人：司裕介 藤崎の用人：山口幸晴 藩留守居役：有島淳平 藩留守居役：小峰隆司 藩留守居役：松波信男 藩留守居役：北村明男 小野寺三芳：大山沙知 |                        |
| 13   | 1997年12月13日 | 「欲望のくし、美しき人妻の苦悩」               | 石川孝人   | 岡屋龍一 | おくみ：越智静香 由兵衛：河原崎建三 寺坂飛騨守：和崎俊哉 佐吉：前田淳 加賀屋豊造：大場順 浦田平四郎：岩尾正隆 吉岡半兵衛：福本清三 加賀屋の手下：河本忠夫 加賀屋の手下：柴田耕作 田島屋清右衛門：大木晤郎 八丈島の役人：石井洋充 ：稲泉智万 漁師：矢部義章 ：林哲夫 ：椿竜二 医者：細川純一 ：柳茂玉 ：北方候 ：上鶴良子 ：島田佳子                                                         |                        |
| 14   | 1998年1月10日  | 「箱根湯けむりに浮かぶ陰謀」                   | 鈴木則文   | 村川透   | 雪乃：松本友里 黒田勘解由：川合伸旺 黒田達之助：山口粧太 大崎修理：山本昌平 ：矢部義章 ：小谷浩三 ：岩須透 ：高橋弘志 ：宮永淳子 ：小川敏明 ：松田吉博 ：田代勝義 |                        |
| 15   | 1998年1月17日  | 「買われたお姫様の秘密」                       | 中野顕彰   | 松尾正武 | 茶々：及森玲子 大友摂津守：草川祐馬 大友竹二郎：宮本大誠 卯三郎：藤田哲也 勇二郎：小野隆 井上但馬守：荻原郁三 大友雄斎：中西宣夫 摂津守の配下：神大介 秋田屋：有川正治 今津藩江戸家老：小峰隆司 染香：河井綾子 大津屋：蓑和田良太 木竜屋：疋田泰盛 町年寄：松原健司 魚屋：床尾賢一 ：岡田真樹 ：空田浩志 ：吉田輝生 ：石川栄二 ：西村龍弥                                                   |                        |
| 16   | 1998年1月24日  | 「弟よ 江戸に来た姉の想い」                    | 和久田正明 | 上杉尚祺 | おはつ：大西結花 清吉：福原学 京極安芸守：田口計 鳥居左馬助：伊東達広 玄徳：佐藤京一 妻八：鈴木一功 市松：浦野漣 瀬戸十太夫：波多野博 うろこ屋の女将：藤坂有希 土井主膳：池田謙治 網元：松原健司 ：中川峰男 土井の用人：芳野史明 ：小泉敏生 ：黒目瑠美 ：富平和馬 |                        |
| 17   | 1998年1月31日  | 「謎! 孤児を集める男」                         | 志村正浩   | 岡屋龍一 | 岡村半四郎：目黒祐樹 大杉屋徳兵衛：橋本功 米倉土佐守：楠年明 利助：伊庭剛 長谷部要蔵：石倉英彦 常吉：きくち英一 荒井平吉：神大介 お咲：岡本伊代 正太：岡田翔太 仙太：中西勇太 ：田川尚史 ：小谷幸弘 ：杉田林太郎 ：太田雅之 ：吉田輝生 おふじ：太田敦子 町年寄：有島淳平 ：大矢敬典 ：勇家寛子 ：大成功 ：山岡恭之 ：池田康平 ：篠原彩音 ：山岡香織                                         |                        |
| 18   | 1998年2月7日   | 「口づけが起こした波紋」                       | 田村多津夫 | 宮越澄   | 佐知：森下涼子 飯塚友之進：高川裕也 大江安芸守：大林丈史 赤猫の千蔵(弥之助)：佐藤仁哉 豊栄屋久兵衛：山西道広 建部郷右衛門：下元年世 井伊兵部少輔：水上保広 岸田：小谷浩三 ：山根誠示 宗太郎：山田永二 ：中川峰男 佐知の供：小松智子 浜田屋：西山清孝 芸者：泉知奈津 奉行所の使い：司裕介 お吉：分寺裕美 剥き身売りの子供：平井亮裕 ：青木哲也 自身番の役人：西村正樹 番所の役人：白川浩二郎 |                        |
| 19   | 1998年2月14日  | 「妖しき占いの謎、グータラ夫に説教された吉宗」 | 渡辺善則   | 上杉尚祺 | 江川兵六：津村鷹志 板倉備後守：草見潤平 服部監物：伊藤高 日月院三斎(服部弥平次)：大川ひろし 鶴見孫兵衛：関根大学 玉置左玄太：甲斐道夫 梢：ひろみどり 袴田：石井洋充 老中内藤：波多野博 老中：白川浩二郎 備前屋徳兵衛：宮城幸生 大店の主人：畑中伶一 大店の内儀：星野美恵子 |                        |
| 20   | 1998年2月21日  | 「好きです! さらわれた鶴姫」                   | 鈴木則文   | 宮越澄   | 朝倉主水正：萩原流行 大島帯刀：黒部進 服部玄蕃：木村栄 大黒屋宗兵衛：守屋俊志 井上陣之助：朝日完記 伊助：土井健守 ：小坂和之 ：岡田和範 |                        |
| 21   | 1998年2月28日  | 「待たされた女の決心」                         | 井川公彦   | 松尾正武 | 左平次：大高洋夫 お糸：立原麻衣 堀田主計頭：外山高士 天満屋角兵衛：出水憲 天満屋の用心棒：武井三二 ：小坂和之 松蔵：小峰隆司 千吉：東孝 北町与力：峰蘭太郎 ：大橋渡 亀吉：川井勉史 正太：西村郁弥 おひな：中井美希 辰五郎：北島三郎 |                        |
| 22   | 1998年3月7日   | 「うりふたつの女、お茶会に秘められた罠」       | 鈴木則文   | 松尾正武 | おきり(松原桐江)：中村あずさ 尾張宗春：西岡徳馬 高見沢修理：内田勝正 神崎外記：伊藤敏八 矢島喜八郎：滝譲二 春日太夫：矢沢美樹 松原甚四郎：増田再起 聖天一家：井上茂 はつ花の女将：藤原弘美 聖天一家：小坂和之 長屋の住人：畑中伶一 長屋の住人：春藤真澄 ：妹尾公資 腰元：芦田由起美 松原きよ：大山静香 松原仙之助：平井優也 辰五郎：北島三郎                                                | 中村あずさが二役で出演 |